# Иртидад
Иртида́д (араб. اِرْتِدَاد — отступничество, переход из одного состояния в другое) — вероотступничество из ислама, один из самых больших грехов в нём. Совершившего иртидад называют муртаддом (араб. مُرْتَدّ‎).
К вероотступничеству относится отрицание существования Аллаха, непризнание пророков, отрицание обрядов, установленных в Коране, намерение стать в будущем неверным (кафиром) и др.
Для того, чтобы вероотступничество считалось свершившимся, необходимо выполнение двух условий:
1. вероотступник должен быть в полном сознании и дееспособным➤.
2. заявление о вероотступничестве не должно быть сделано по принуждению➤.

Мусульманские правоведы (факихи) считают, что взрослые мужчины-вероотступники однозначно должны быть казнены. Женщины-вероотступницы должны либо содержаться под арестом и принуждаться к принятию ислама, либо, так же как и мужчины, казнены. Перед казнью вероотступнику предлагают вернуться в ислам, и в случае возвращения этот человек освобождается из-под заключения. В случае отказа ему может даваться от 3 до 10 дней (в зависимости от мазхаба) на обдумывание решения и покаяние.
Первым проявлением вероотступничества был отход от ислама некоторых арабских племён после смерти пророка Мухаммада. Военные экспедиции, направленные Праведным халифом Абу Бакром в разные области Аравийского полуострова, помогли вернуть отпавшие аравийские племена в состав Халифата.

## Положение вероотступников
Согласно исламскому вероубеждению, тот вероотступник, который не вернулся в ислам и не раскаялся, будет вечно гореть в самых глубоких уровнях ада. Согласно шариатскому законодательству, вероотступничество является одним из наитягчайших форм неверия (куфра). В некоторых богословско-правовых школах (мазхабах) считается, что с момента вероотступничества все благие деяния, которые имели место в жизни человека до этого, оказываются пустыми и бессмысленными. Шариат расценивает вероотступничество как отпадение от ислама и отход к куфру независимо от того, было это сделано намеренно или это действие или высказанное слово привело к неверию. Даже высказанное в шутку заявление о вероотступничестве в шариате квалифицируются как отрицание ислама и впадение в куфр.

## Примеры вероотступничества
Вероотступничеством являются следующие действия:
1. Отрицание существования Аллаха;
2. Непризнание хотя бы одного из пророков; (поэтому, помимо упомянутых в Коране пророков, число которых известно, требуют говорить: «я верю во всех ниспосланных пророков», потому что их число не известно)
3. Клевета на какого-либо пророка;
4. Признание разрешёнными греховных деяний, которые считаются согласно иджме мусульманских учёных запрещёнными[ком 1];
5. Признание запрещёнными деяний, которые согласно иджме мусульманских учёных разрешены[ком 2];
6. Отказ от признания того, что в шариате является обязательным (фард)[ком 3];
7. Вера в обязательность того, что иджма мусульман не признала обязательным (фардом)[ком 4];
8. Наличие намерения стать в будущем неверным (кафиром) или сомневаться в своей вере[1].

## Условия вероотступничества
Для признания вероотступничества свершившимся фактом необходимо выполнение двух условий: осознанность совершения вероотступничества (акль) и непринуждённость.

### Осознанность
Человек, преступивший грань, должен быть в полном сознании и дееспособным. Вероотступничество, совершенное психически больным человеком или несознательным ребёнком, шариат считает недействительным. Ханафиты считают недействительным вероотступничество, совершённое в нетрезвом состоянии и во сне. Однако шафииты и ханбалиты считают принятие и отказ от ислама в нетрезвом состоянии действительными и свершившимися. Пьяного человека, совершившего иртидад, не убивают, а дожидаются, пока он будет трезвым, а затем дают ему 3 дня для того, чтобы он покаялся. В случае раскаяния и возвращения в ислам провозглашается тадждид аль-иман (араб. تَجْدِيد الْإِيمَان‎ —  обновление веры‎), заключающийся в произнесении шахады.
Вероотступничество несовершеннолетнего ребёнка, согласно всем школам мусульманского права, считается свершившимся, но имамы Абу Ханифа и Мухаммад аш-Шайбани не допускали тяжелого наказания для таких детей. Имамы Абу Юсуф и аш-Шафии считали недействительным принятие ребёнком ислама и вероотступничество, так как они не несут ответственности за свои поступки. Они ссылались на хадис пророка Мухаммада, в котором говорится, что «не будут спрошены дети до достижения ими совершеннолетия». В книге «Фатх аль-кадир» и других источниках сообщается, что имам Абу Ханифа позднее тоже принял эту позицию. Все суннитские мазхабы, кроме шафиитского, считают принятие ислама и отступничество несовершеннолетнего ребёнка свершившимися.

### Непринуждённость
Исламские богословы не считают вероотступником того мусульманина, которого принудили к вероотступничеству силой, в то время как он остался мусульманином в душе. Обязательным условием является заявление о вероотступничестве, сделанное самим человеком, на основании его желания.

## Правовые постановления относительно вероотступников
Все мусульманские правоведы (факихи) считают, что вероотступники в конечном итоге должны быть казнены. Основанием для этого являются хадисы — предания о словах Мухаммеда. Казнить вероотступника возможно только по решению шариатского суда в исламской стране. Однако, если иртидад совершён на войне, то вероотступника можно убить без суда прямо на поле боя. Во всех других случаях убийство муртада запрещено.
В соответствии с шариатом, смертная казнь за вероотступничество предписана следующими хадисами:
- "Сообщается, что, узнав о том, что ‘Али, да будет доволен им Аллах, сжёг каких-то людей, Ибн ‘Аббас, да будет доволен Аллах ими обоими, сказал: «(На его месте) я не стал бы сжигать их, ибо Пророк, да благословит его Аллах и приветствует, сказал: „(Никого) не подвергайте наказанию Аллаха“. Я (просто) убил бы их, о чём Пророк, да благословит его Аллах и приветствует, сказал так: „(Если мусульманин) поменяет свою религию, убейте его“»."[8][9][10]
- «Не позволяется (проливать) кровь мусульманина, свидетельствующего о том, что нет бога, кроме Аллаха, и что я — посланник Аллаха, если не считать трёх (случаев: когда лишают) жизни за жизнь, (когда речь идёт о) женатом человеке, совершившем прелюбодеяние, и (когда) кто-нибудь отступается от своей религии и покидает общину».[11][12][13]

Исламские правоведы единодушны в том, что мужчина-вероотступник подлежит казни. В вопросе о том, как следует поступить с женщиной-вероотступницей, мнения расходятся.

### Различия в правовых школах
Ханафитский мазхаб перед казнью предлагает вероотступнику вернуться в ислам, и в случае возвращения этот человек освобождается из-под заключения. Если же он откажется, то вероотступнику даётся 3 дня для того, чтобы он ещё раз подумал и пришёл к покаянию, хотя отсрочка перед убийством не является обязательной. В случае истечения отпущенного ему срока на покаяние он должен быть казнён. Исламские правоведы считают, что вероотступника необходимо вначале пригласить к покаянию, а затем только казнить. Согласно Муватта имама Малика, в истории праведного халифа Умара ибн аль-Хаттаба произошёл случай, когда к халифу Умару пришёл человек и Умар спросил его: «Какие известия ты принес?». Тот человек ответил: «Один человек после принятия ислама вновь отрекся от Аллаха. Поэтому мы его убили». На это Умар ответил: «Но если бы вы продержали его сначала под арестом 3 дня, может, он пришел бы к покаянию?». А потом он сказал: «О, Аллах! Я не имею отношения к этому происшествию, я не давал на это распоряжения и в помыслах у меня этого не было». Ханафиты считают, что женщину в случаях отступничества убивать нельзя, её необходимо содержать под арестом и принуждать к принятию ислама побоями. Однако в других мазхабах считают, что женщину-вероотступницу следует казнить. Основанием для такого мнения служит следующий хадис имама ат-Табарани: «Если какой-либо мужчина вышел из ислама, то вначале пригласите его в ислам. Хорошо, если он вернется, но если он откажется, то снесите ему голову. И если какая-нибудь женщина выйдет из ислама, то пригласите её в ислам. Хорошо, если она вернется, но если откажется, снесите и ей голову».
Маликитский мазхаб предоставляет до 10 дней для возвращения в ислам, после чего предписана смертная казнь (как для мужчин, так и для женщин). В отличие от других школ, у вероотступников должен быть опыт практикующего мусульманина.
Шафиитский мазхаб предоставляет 3 дня для покаяния и возвращения в ислам. В случае отсутствия покаяния смертная казнь является рекомендуемой формой наказания как для вероотступников, так и для вероотступниц.
Ханбалитский мазхаб не требует обязательного ожидания перед казнью, но его могут предоставить. Смертная казнь является традиционной формой наказания как для мужчин, так и для женщин.
Джафаритский или имамитский мазхаб предписывает смертную казнь для мужчин-вероотступников, в то время как вероотступницы должны содержаться в одиночном заключении до тех пор, пока они не покаются и не вернутся к исламу. «Простое намерение» куфра без его видимого выражения квалифицируется как иртидад. В отличие от других мазхабов, покаяние не спасёт вероотступника от казни.

## Иртидад в мусульманских странах
В некоторых мусульманских странах, включая Саудовскую Аравию, Афганистан, Бруней, Судан, Объединённые Арабские Эмираты, Мавританию, Катар и Йемен, вероотступничество признаётся уголовным преступлением, за которое предусмотрена смертная казнь. В некоторых странах законы, регулирующие вероотступничество, часто применяются для обвинения лиц в других преступлениях, не связанных с изменением вероисповедания. Например, в Саудовской Аравии, Иордании, Мавритании и Йемене людей могут обвинять в вероотступничестве за их высказывания в социальных сетях.
Во многих странах, где вероотступничество признаётся уголовным преступлением со смертной казнью, оно включено в уголовные кодексы, либо непосредственно, либо через ссылки на шариат. Например, уголовные кодексы Судана (1991), Мавритании (1983), Йемена (1994), Катара (2004), Объединённых Арабских Эмиратов (1987) и Брунея (2013) прямо указывают на вероотступничество как на преступление, подлежащее смертной казни.
В Пакистане в 2007 году был предложен законопроект, предусматривающий смертную казнь за вероотступничество, однако он не был принят. В мусульманских странах, где официальные законы не содержат уголовных норм по отступничеству, религиозные законы могут использоваться для преследования лиц, обвиняемых в этом преступлении. Например, в Иордании, где уголовный кодекс не упоминает вероотступничество, данное преступление рассматривается религиозными судами по запросу членов общины, а в Иране суды преследуют лиц по решениям религиозных лидеров. В Марокко уголовное законодательство не упоминает об отступничестве, но Верховный совет религиозных учёных в 2013 году выпустил фетву, что вероотступничество должно быть караемо смертной казнью.

## Войны ридда
После смерти пророка Мухаммеда среди аравийских племён началось движение, направленное против власти халифа. Вероотступничество было ещё при жизни пророка Мухаммада, но как массовое явление началось после того, как распространилось известие о смерти пророка Мухаммеда.
Согласно преданию, некоторые принявшие ислам во времена пророка Мухаммеда арабские племена отреклись от ислама, когда халифом стал Абу Бакр ас-Сиддик. Одни племена не пожелали платить налоги (закят) мусульманским наместникам, другие поверили лжепророкам, объявлявшим себя посланниками Аллаха или ар-Рахмана.
Под подавлением ридды имеются в виду военные экспедиции, направленные Абу Бакром в разные области аравийского полуострова. В Центральной Аравии были подавлены племена асад, гатафан, тайй и другие. В Восточной Аравии — Бану Ханифа, возглавляемые лжепророком Мусайлимой, и Бану Тамим, следовавшие за лжепророчицей Саджах. В Йемене — мазхиджиты с лжепророком Абхалой аль-Асвадом, а в Хадрамауте — киндиты.
В войнах ридда в качестве полководца прославился Халид ибн аль-Валид. После завершения войн ридда халифы смогли направить все силы на завоевания за пределами Аравии. В частности, ещё при жизни пророка Мухаммеда был собран отряд под командованием Усамы ибн Зейда для похода против Византии.

## Критика
Исламский запрет на вероотступничество нарушает право на свободу вероисповедания и противоречит 18-й Статье Всеобщей декларации прав человека:

Каждый человек имеет право на свободу мысли, совести и религии; это право включает свободу менять свою религию или убеждения и свободу исповедовать свою религию или убеждения как единолично, так и сообща с другими, публичным или частным порядком в учении, богослужении и выполнении религиозных и ритуальных обрядов.

## Комментарии
1. ↑  К ним относятся прелюбодеяние, лесбиянство, гомосексуализм, распитие спиртных напитков и т. д.
2. ↑  Например, торговля или брак.
3. ↑  Например, отрицание хотя бы одного из 5 ежедневных намазов.
4. ↑  Например, вера в то, что пост в месяце Шавваль является обязательным (фардом).
5. ↑  Племена Центральной Аравии возглавлял лжепророк Тулайха
6. ↑  Усама ибн Зейд был сыном Зейда ибн Харисы, вольноотпущенника пророка Мухаммеда